# Inkhundla Nkhaba
L'Inkhundla Nkhaba è uno dei quattordici tinkhundla del distretto di Hhohho, nell'eSwatini.

## Geografia antropica

### Suddivisioni amministrative
L'Inkhundla è suddiviso nei 4 seguenti imiphakatsi: Ejubukweni, Ekuvinjelweni, Emdzimba, Nkaba.